# نیروی دریایی ایالات متحده آمریکا
نیروی دریایی ایالات متحده آمریکا (به انگلیسی: United States Navy (USN)) یک شاخه نظامی از نیروهای مسلح آمریکا است که به جنگ دریایی می‌پردازد. این سازمان، یکی از ۸ سازمان دارای یونیفرم نظامی در آمریکا است.
این سازمان با داشتن بیش از ۲۵۰ کشتی جنگی بزرگ‌ترین و قدرتمندترین نیروی دریایی در جهان است. تناژ (وزن) ناوگان این نیرو از مجموع ۱۳ نیروی دریایی بعد از خود بیشتر است. این نیرو همچنین بزرگ‌ترین ناوگان ناوهای هواپیمابر را با ۱۱ ناو در حال خدمت، ۱ ناو در حال ساخت و ۵ ناو در دست بررسی، در جهان داراست.
نیروی دریایی ایالات متحده با دارا بودن ۳۳۶٬۹۷۸ پرسنل در حال خدمت و ۱۰۱٬۵۸۳ پرسنل ذخیره، سومین شاخه از نیروهای مسلح آمریکا از نظر تعداد پرسنل است. در ژوئن ۲۰۱۹، این نیرو دارای ۲۹۰ کشتی فعال و بیش از ۳۷۰۰ هواپیمای عملیاتی بوده است. نیروی دریایی آمریکا، به همراه سپاه تفنگداران دریایی آمریکا زیرمجموعه‌های وزارت نیروی دریایی آمریکا هستند. وزارت نیروی دریایی، توسط وزیر نیروی دریایی اداره می‌شود و خود، زیرمجموعه‌ای از وزارت دفاع آمریکا است. فرمانده عملیات نیروی دریایی آمریکا، افسر ارشد و دارای بالاترین درجه نظامی در پرسنل نیروی دریایی آمریکاست.
فرمانده نیروی دریایی ایالات متحده آمریکا از سوی رئیس‌جمهور ایالات متحده آمریکا و با تأیید مجلس سنای ایالات متحده آمریکا انتخاب می‌شود.

## تاریخ
نیروی دریایی آمریکا بر اساس فرمان صادره از سوی کنگره قاره‌ای (کنگره دوم) در ۱۳ اکتبر ۱۷۷۵ تأسیس شد.
نخستین ناوگان این نیرو، متشکل از ۳ کشتی جنگی بزرگ یواس‌اس یونایتد استیتس، یواس‌اس کانستلیشن (۱۷۹۷) و یواس‌اس کانستیتوشن و چند کشتی کوچک بود که با بودجهٔ حدود ۶۶۰٬۰۰۰ دلار پایه‌گذاری شد؛ که طراح این ناوگان جاشوا همفریز و دستیارش جوسایا فاکس بودند. به‌دلیل نقش پررنگ جان آدامز در ابتدای تشکیل این نیرو، وی پدر نیروی دریایی آمریکا لقب گرفته است.
هدف این ناوگان نه چندان بزرگ ولی قدرتمند مبارزه با راهزنان دریای مدیترانه بود که در راس آن‌ها طرابلس قرار داشت.

## ناوگان
نیروی دریایی آمریکا دارای ۷ ناوگان فعال عملیاتی، به شرح زیر است:

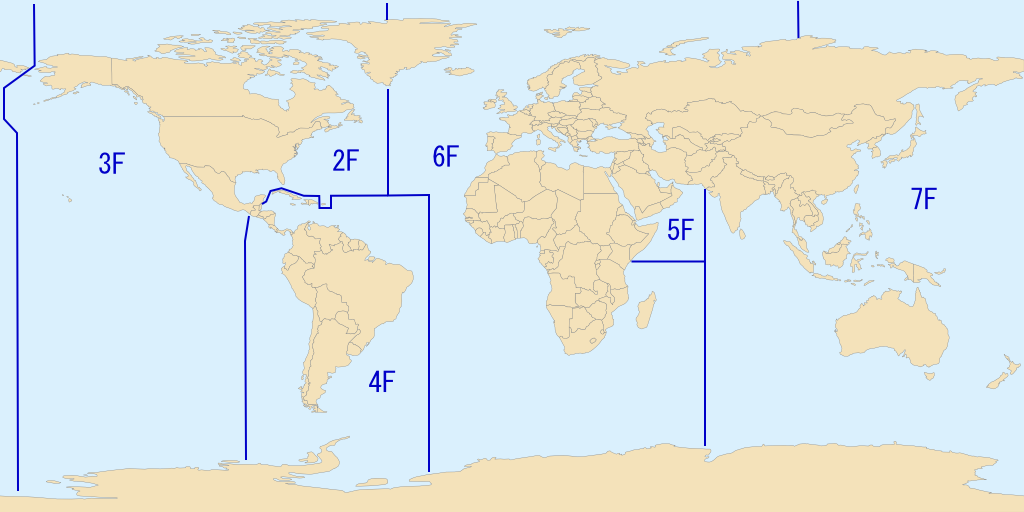
مناطق عملیاتی هر یک از ناوگان‌ها. (ناوگان دهم، ناوگان فرماندهی سایبری است و منطقهٔ عملیاتی آن، در تصویر نشان داده نشده

- ناوگان دوم ایالات متحده آمریکا
- ناوگان سوم ایالات متحده آمریکا
- ناوگان چهارم ایالات متحده آمریکا
- ناوگان پنجم ایالات متحده آمریکا
- ناوگان ششم ایالات متحده آمریکا
- ناوگان هفتم ایالات متحده آمریکا
- ناوگان دهم ایالات متحده آمریکا
- مناطق عملیاتی هر یک از ناوگان‌ها. (ناوگان دهم، ناوگان فرماندهی سایبری است و منطقهٔ عملیاتی آن، در تصویر نشان داده نشده

## تجهیزات

### ناوگان هواپیمابر
ناوهای هواپیمابر کلاس نیمیتز
- زیر طبقه نیمیتز
  - ناو هواپیمابر نیمیتز
  - ناو هواپیمابر دوایت آیزنهاور
  - ناو هواپیمابر کارل وینسون
- زیر طبقه تئودور روزولت
  - ناو هواپیمابر تئودور روزولت
  - ناو هواپیمابر آبراهام لینکلن
  - ناو هواپیمابر جرج واشینگتن
  - ناو هواپیمابر جان سی استنیس
  - ناو هواپیمابر هری اس. ترومن
- زیر طبقه رونالد ریگان
  - ناو هواپیمابر رونالد ریگان
  - ناو هواپیمابر جرج اچ. دبلیو. بوش
- ناوهای هواپیمابر سری فورد

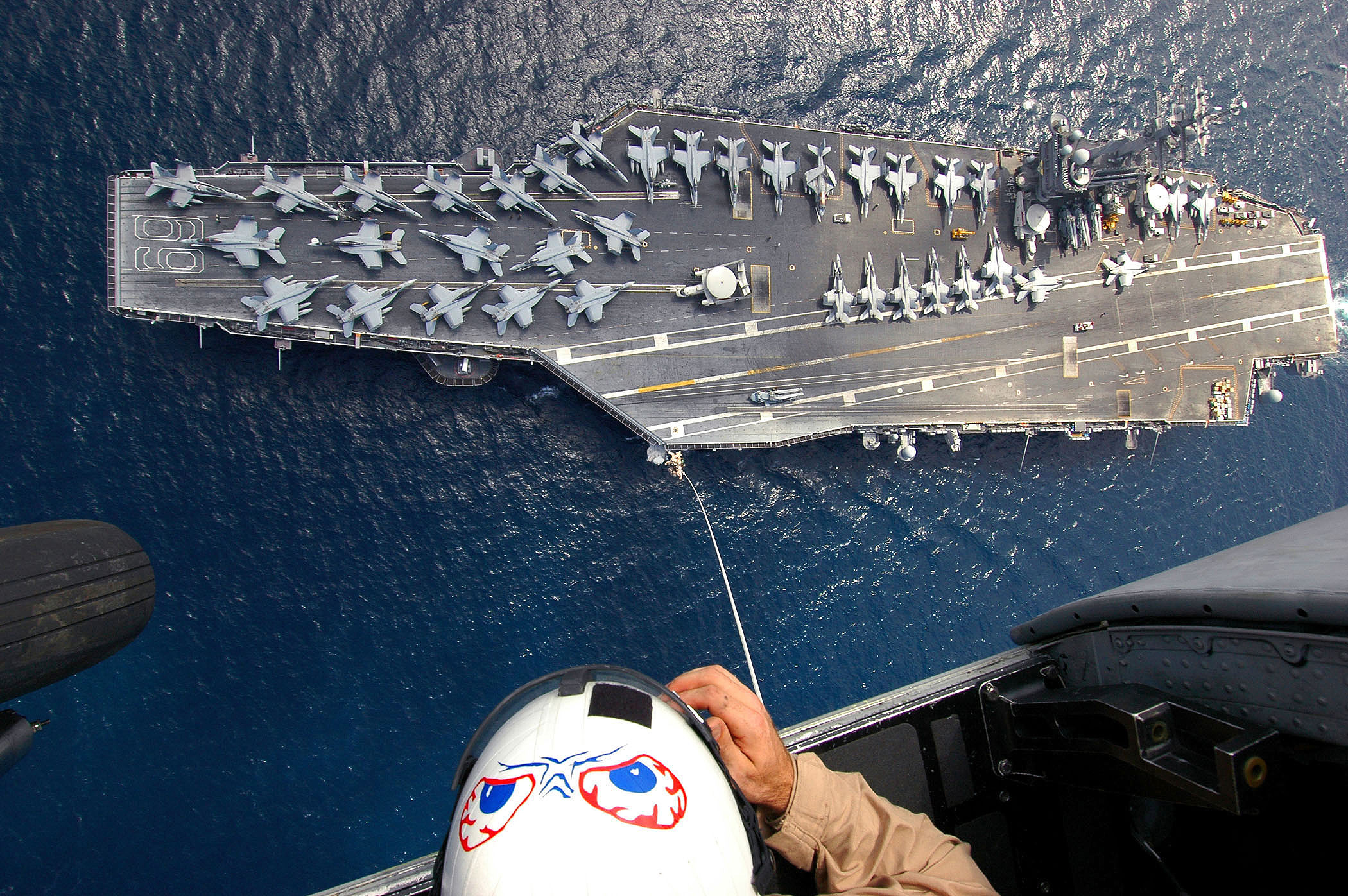
آرایش نظامی هواپیماهای نظامی بر روی ناو آیزنهاور

  - ناو هواپیمابر جرالد آر. فورد (جایگزین ناو اینترپرایز-مدل قدیمی)
- ناوهای هواپیمابر سری فورد (هنوز به خدمت گرفته نشده‌اند)
  - ناو هواپیمابر جان اف. کندی (جایگزین ناو نیمیتز)
  - ناو هواپیمابر انترپرایز (جایگزین ناو آیزنهاور)

### ناوگان کشتی‌های حمله آبی-خاکی
- کلاس آمریکا: یواس‌اس آمریکا (ال‌اچ‌ای-۶)
- کلاس وسپ (زنبور): یواس‌اس واسپ (ال‌اچ‌دی-۱)، یواس‌اس اسکس (ال‌اچ‌دی-۲)، یواس‌اس کیرسارج (ال‌اچ‌دی-۳)، یواس‌اس باکسر (ال‌اچ‌دی-۴)، یواس‌اس باتان (ال‌اچ‌دی-۵)، یواس‌اس ایوو جیما

### ناوگان کشتی‌های ترابری آبی-خاکی
یواس‌اس لیبرا (ای‌کی‌ای-۱۲)، یواس‌اس ثعبان (ای‌کی‌ای-۱۹)، یواس‌اس الگول (ای‌کی‌ای-۵۴) و…

### ناوگان کشتی‌های فرماندهی آبی-خاکی
یواس‌اس پاکونو (ای‌جی‌سی-۱۶)، یواس‌اس تاکونیک (ای‌جی‌سی-۱۷۹) و …

### ناوگان ناوشکن‌های نیروی دریایی
- ناوشکن زاموالت
- ناوشکن مایکل مورفی
- ناوشکن اسپرانس
- ناوشکن ویلیام پی. لورنس
- ناوشکن وِین ای. میر

### هواگردها
- لاکهید مارتین اف-۳۵ لایتنینگ ۲
- مک‌دانل داگلاس اف/ای-۱۸ هورنت
- بوئینگ اف/ای-۱۸ سوپر هورنت

## مراکز علمی
- آکادمی نیروی دریایی آمریکا
- مدرسه عالی نیروی دریایی
- رصدخانه نیروی دریایی ایالات متحده

## نگارخانه

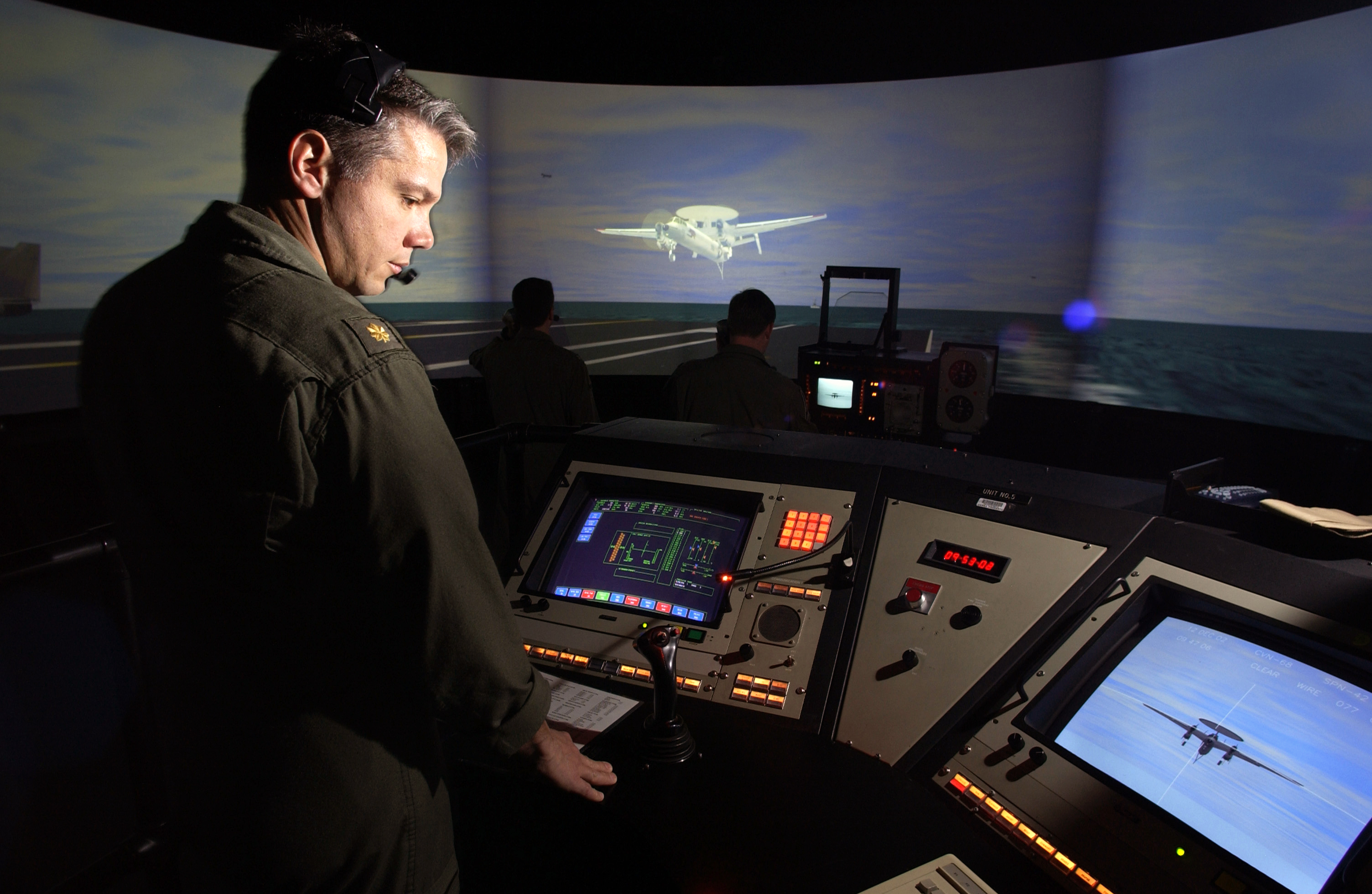
اتاق شبیه‌سازی رایانه‌ای برج مراقبت ناوهای هواپیمابری.
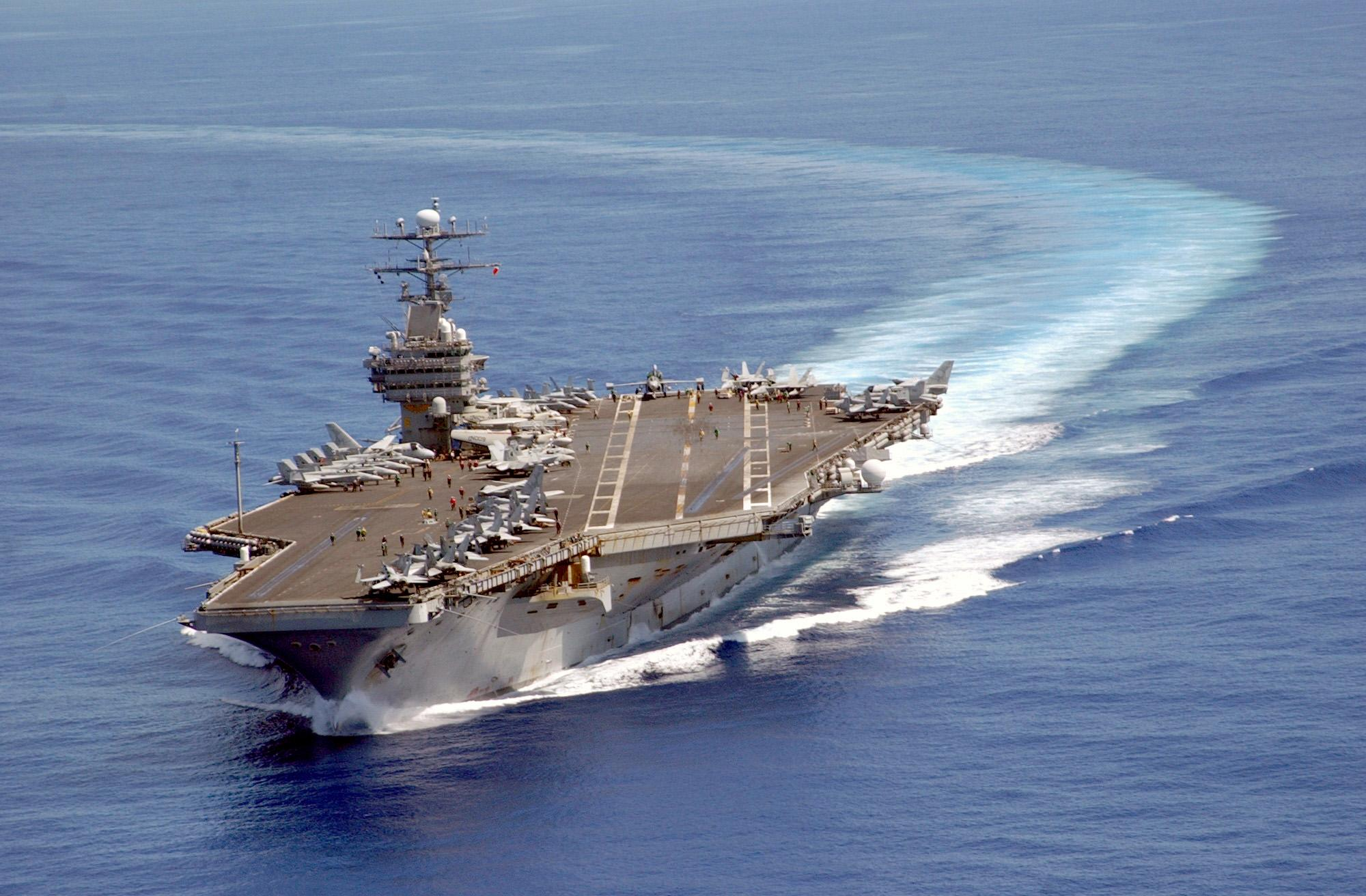
ناو هواپیمابر کارل وینسون در حال گشت زنی در اقیانوس آرام
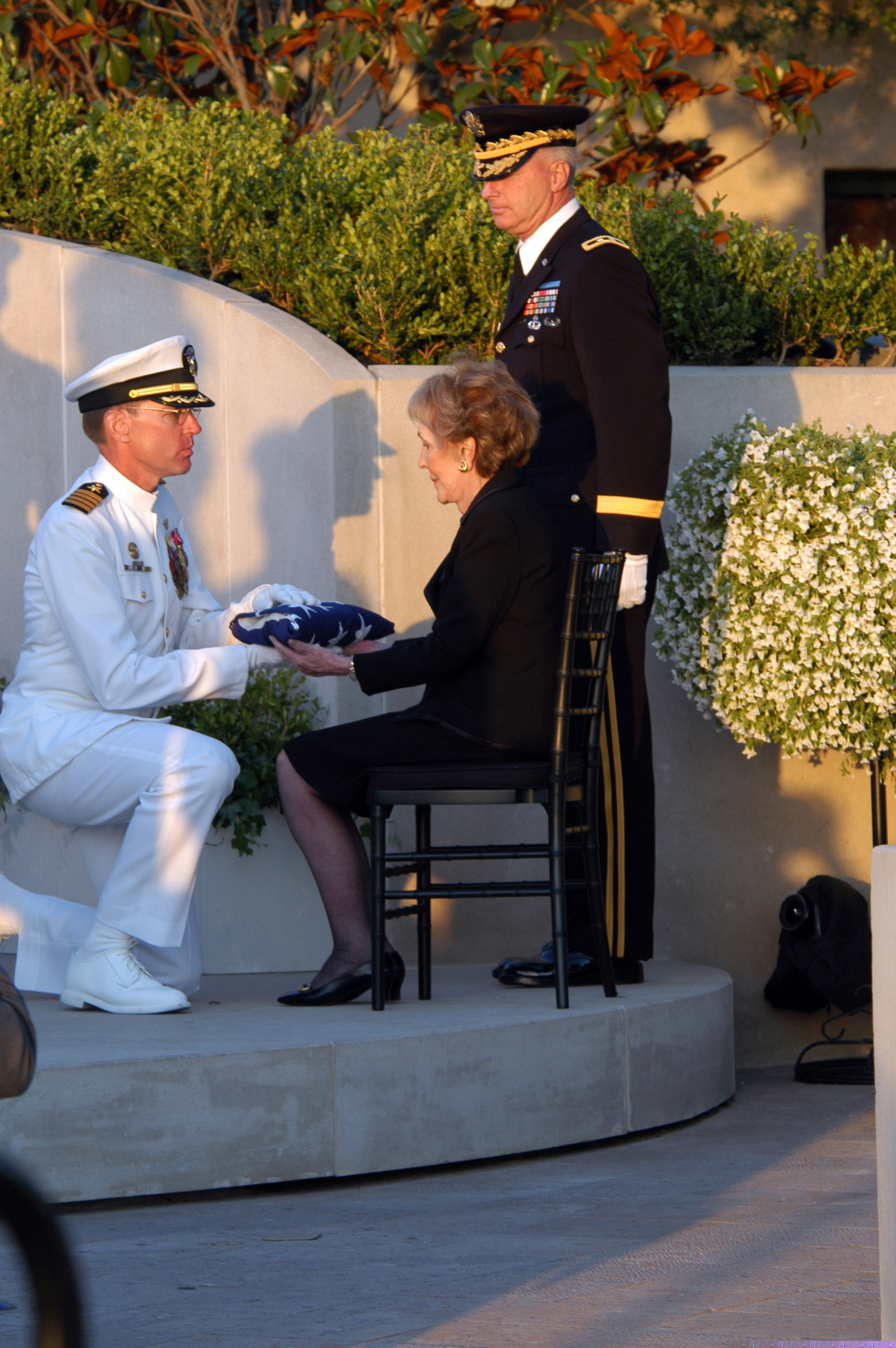
فرمانده ناو هواپیمابر USS Ronald Reagan در حال هدیه دادن پرچم ایالات متحده به نانسی ریگان همسر رونالد ریگان بمناسبت به آب انداختن ناو.
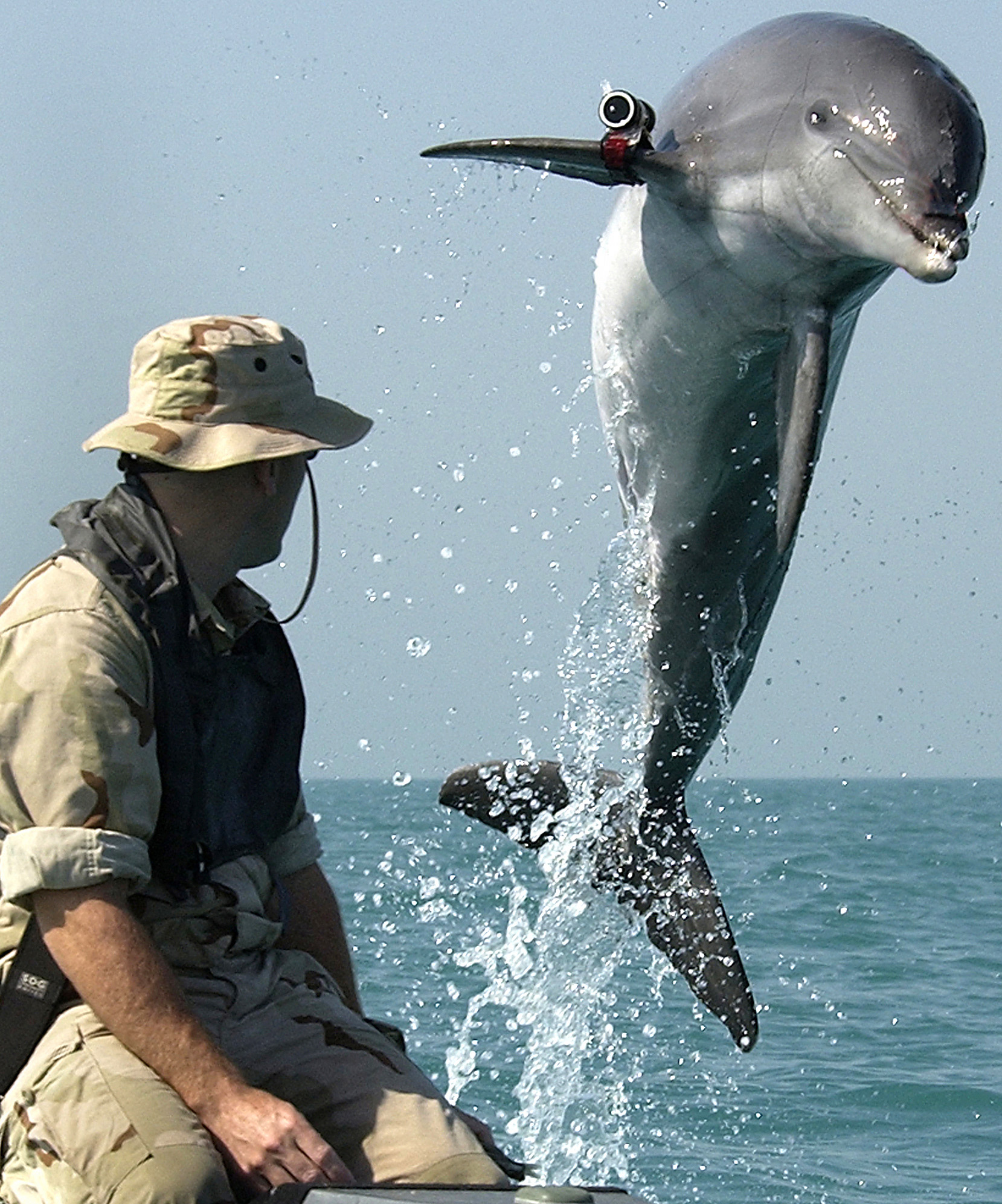
یگان‌های ویژه تربیت دلفین نیروی دریایی آمریکا برای اهداف تجسسی